# 遠藤彰良
遠藤 彰良（えんどう あきよし、1955年（昭和30年）10月27日 - ）は、日本の政治家。徳島県徳島市長（2期）。元四国放送アナウンサー・ラジオ局次長兼アナウンス部長。

## 来歴
徳島県名西郡石井町出身。石井町立高川原小学校卒業。石井町立石井中学校卒業。徳島県立城北高等学校卒業後、青山学院大学法学部へ進む。大学卒業後、1980年に四国放送へ入社。
大学在学中は落語研究会に所属。落語研究会の先輩に落語家の6代目三遊亭円楽、後輩にフリーアナウンサーで元讀賣テレビ放送（読売テレビ）執行役員待遇編成局エグゼクティブアナウンサーの森武史がいる。入社したその年に『あんたがたいしょう』がスタート、同番組のパーソナリティとなり、2008年の番組終了まで出演。この一方で、朝ワイド『えんやこらワイド』のパーソナリティも1991年4月まで務め、若者リスナーと主婦を主としたリスナーを一緒に相手としていた。
月刊誌『ラジオパラダイス』のパーソナリティ人気投票では、最高で6位（1987年10月号、共演の佐藤旬子と同順位・同票数）になったことがある。佐藤旬子とともに、ダイドードリンコの阿波弁対応おしゃべり自動販売機の声を担当したことがある。
2008年、アナウンス部長就任。2014年、ラジオ局次長を兼務。2015年11月30日付で四国放送を退職した。
2016年、徳島市長に初当選。2020年の市長選の落選後、いったんは2023年徳島県知事選挙への立候補を示唆したが、結局立候補はしなかった。
2024年の徳島市長選挙で返り咲いた。

## 選挙結果

### 2016年徳島市長選挙
2016年3月27日執行の徳島市長選挙に立候補。現職の原秀樹は徳島市観光協会の近藤宏章会長を選対本部長に迎え、4選を目指した。遠藤は弁護士の立石量彦、原ら3候補を大差で下し、初当選を果たした。4月18日付で徳島市長に就任し、同日、市役所へ初登庁した。
※当日有権者数：208,737人 最終投票率：45.70%（前回比：20.06pts）
| 候補者名 | 年齢 | 所属党派 | 新旧別 | 得票数   | 得票率 | 推薦・支持               |
| -------- | ---- | -------- | ------ | -------- | ------ | ------------------------ |
| 遠藤彰良 | 60   | 無所属   | 新     | 41,073票 | 43.33% |                          |
| 立石量彦 | 40   | 無所属   | 新     | 28,671票 | 30.25% |                          |
| 原秀樹   | 60   | 無所属   | 現     | 24,214票 | 25.55% | （推薦）おおさか維新の会 |
| 小松格   | 70   | 無所属   | 新     | 826票    | 0.87%  |                          |

### 2020年徳島市長選挙
2020年4月5日執行の徳島市長選挙に立候補。現職の遠藤彰良は2選を目指した。現職の遠藤と新人の内藤の一騎打ちとなる。遠藤は市民団体代表の内藤佐和子に敗れ、再選を逃した。
※当日有権者数：209,983人 最終投票率：38.88%（前回比：6.82pts）
| 候補者名   | 年齢 | 所属党派 | 新旧別 | 得票数   | 得票率 | 推薦・支持 |
| ---------- | ---- | -------- | ------ | -------- | ------ | ---------- |
| 内藤佐和子 | 36   | 無所属   | 新     | 41,247票 | 51.24% |            |
| 遠藤彰良   | 64   | 無所属   | 現     | 39,248票 | 48.76% |            |

### 2024年徳島市長選挙
2024年4月7日執行の徳島市長選挙に立候補。現職の内藤佐和子は再選不出馬。国民民主党の推薦と石破茂の支援を受けた元衆議院議員の福山守との一騎打ちとなる。投票締め切りの20時直後に共同通信は遠藤の当選確実を報じ、通算2回目の当選を果たした。
※当日有権者数：205,296人 最終投票率：41.37%（前回比：2.49pts）
| 候補者名 | 年齢 | 所属党派 | 新旧別 | 得票数   | 得票率 | 推薦・支持         |
| -------- | ---- | -------- | ------ | -------- | ------ | ------------------ |
| 遠藤彰良 | 68   | 無所属   | 元     | 48,292票 | 57.83% |                    |
| 福山守   | 71   | 無所属   | 新     | 35,218票 | 42.17% | （推薦）国民民主党 |

## 市政
- 2020年4月1日、LGBTなど性的少数者のカップルが婚姻に相当する関係にあると認める「パートナーシップ宣誓制度」を導入した[14][15]。
- 2024年9月14日、後藤田正純徳島県知事と遠藤は、県立の新ホールを市役所そばの徳島市立文化センター跡地から、藍場浜公園に変更して整備することで合意。10月7日、徳島市議18人は「短時間の協議で市長の一存で決定したことは看過できず、議会軽視の最たるもの」と反発し、遠藤に対する問責決議案のほか、県に対して慎重な対応を求める意見書、県市で締結した基本協定を破棄し、市が無償譲渡した同センター跡地の所有権移転を要望する決議の計3議案を提案した。3議案はいずれも賛成18、反対10の賛成多数で可決された[16]。

## 人物
- 市長選には無所属で立候補しているが、自由民主党の党員である[1]。

## フリー時代の出演番組
- 徳島市長選2024（2024年4月7日、四国放送）- ゲスト

## 徳島市長時代の出演番組

### テレビ
- バイキング（フジテレビ）（2018年8月15日） - ゲスト出演

## アナウンサー時代の出演番組

### テレビ
- おはようとくしま
- おはようとくしま プラス
- 徳島新聞ニュース（不定期）
- ゴジカル!（旅行宣伝）
- 濱口探検隊 おとろしや!秘境あわ妖怪伝説（ナレーター）

### ラジオ
- えんやこらワイド - 初代パーソナリティ[2]。放送上のタイトルであった『あきよしのえんやこらワイド』を自身で命名。
- あんたがたいしょう（1980年7月6日 - 2008年9月28日）[2] - 入社1年目から番組終了まで、28年3ヶ月にわたってパーソナリティを担当。
- ロッテ僕の作文・私の作文